# Frigate Bay
Frigate Bay zijn twee baaien in Saint George Basseterre op het eiland Saint Kitts in Saint Kitts en Nevis. De baaien zijn door een landengte gescheiden, en bevinden zich naast de hoofdstad Basseterre. North Frigate Bay bevindt zich aan de Atlantische Oceaan, en South Frigate Bay aan de Caraïbische Zee. Het heeft zich ontwikkeld tot een van de belangrijkste toeristische oorden.

## Slag om Frigate Bay
In 26 januari 1782, tijdens de Amerikaanse Onafhankelijkheidsoorlog, werd het Britse Saint Kitts en Nevis aangevallen door een Franse vloot onder leiding van François de Grasse. De aanval werd later de Slag om Frigate Bay of de Slag om Saint Kitts genoemd. De Fransen slaagden er in 6.000 man aan land te zetten bij South Frigate Bay. De Britse admiraal Samuel Hood slaagde er in de vloot te verdrijven, maar Saint Kitts en Nevis werd door de Franse troepen veroverd.

## North Frigate Bay
North Frigate Bay is een lang witzandstrand, en heeft veel hotels. Het water aan de Atlantische kant is wilder, maar de baai wordt beschermd door koraalriffen. Een gedeelte van het strand bevindt zich bij hotels, maar alle stranden in het land zijn openbaar.

## South Frigate Bay
South Frigate Bay heeft bruinzand, en heeft The Strip, een verzameling restaurants en bars die aan het strand zijn gelegen. Het is een van de drukste stranden met rustig water. Sportactiviteiten die worden aangeboden zijn surfen, waterskiën en kajakken. Na zonsondergang verandert South Frigate Bay in een centrum van het uitgaansleven.

## Galerij

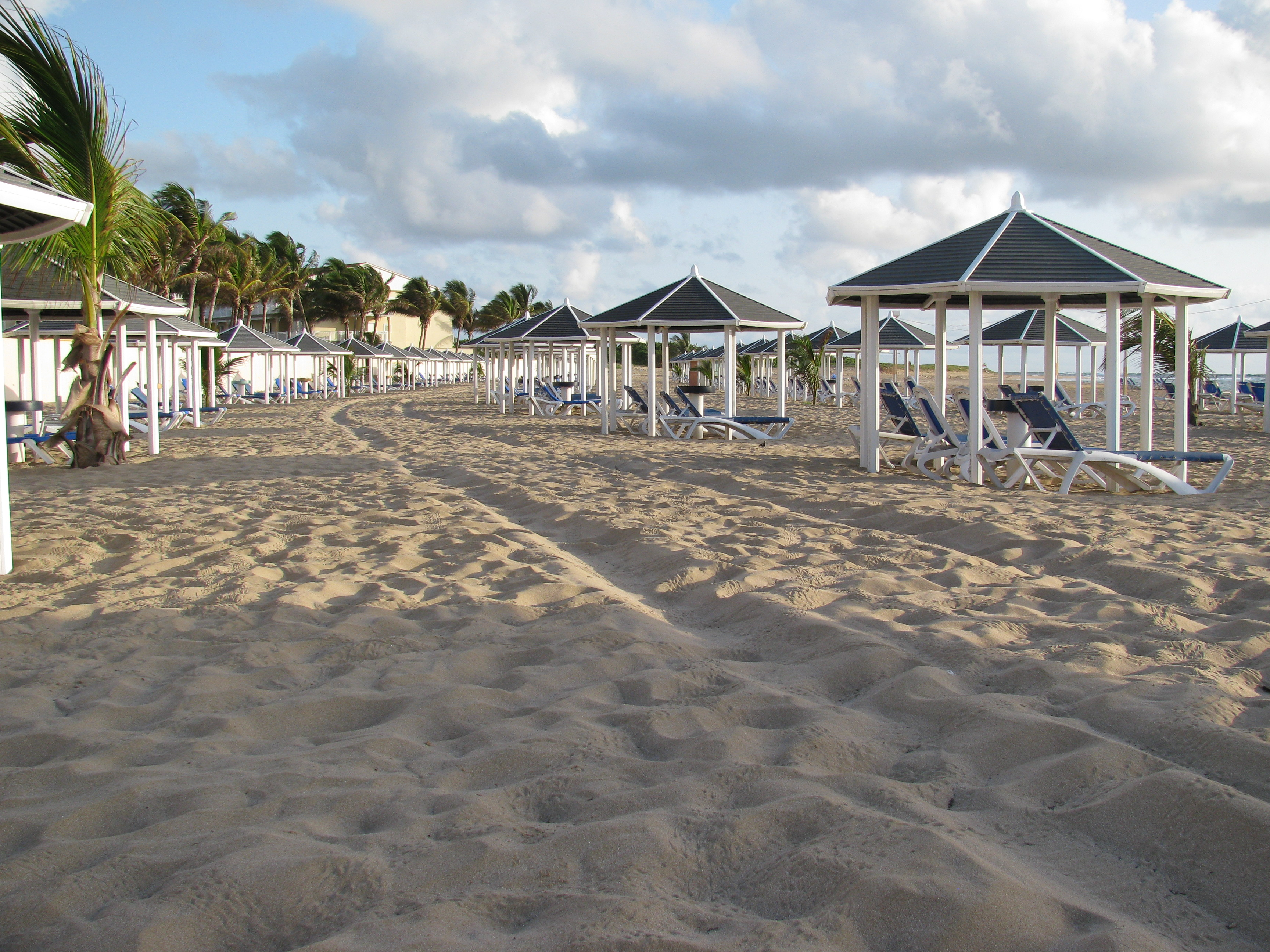
Het strand van North Frigate Bay
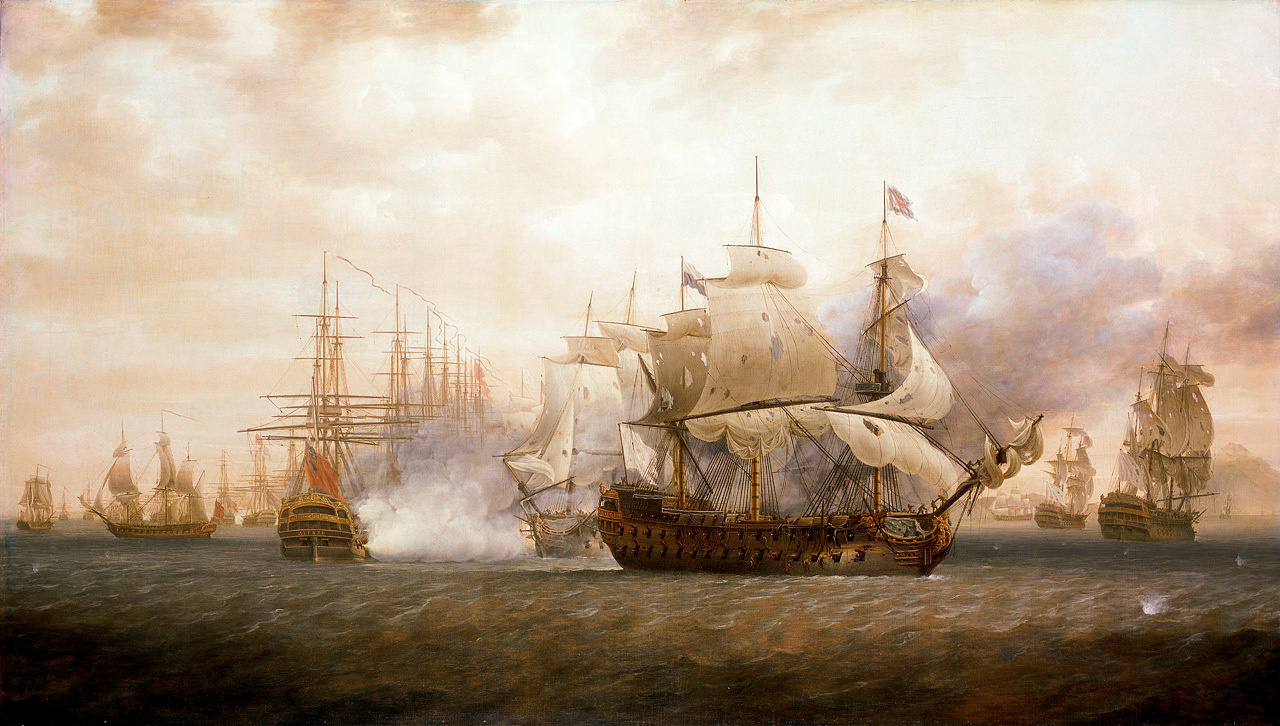
Schilderij van de Slag om Frigate Bay (1784)
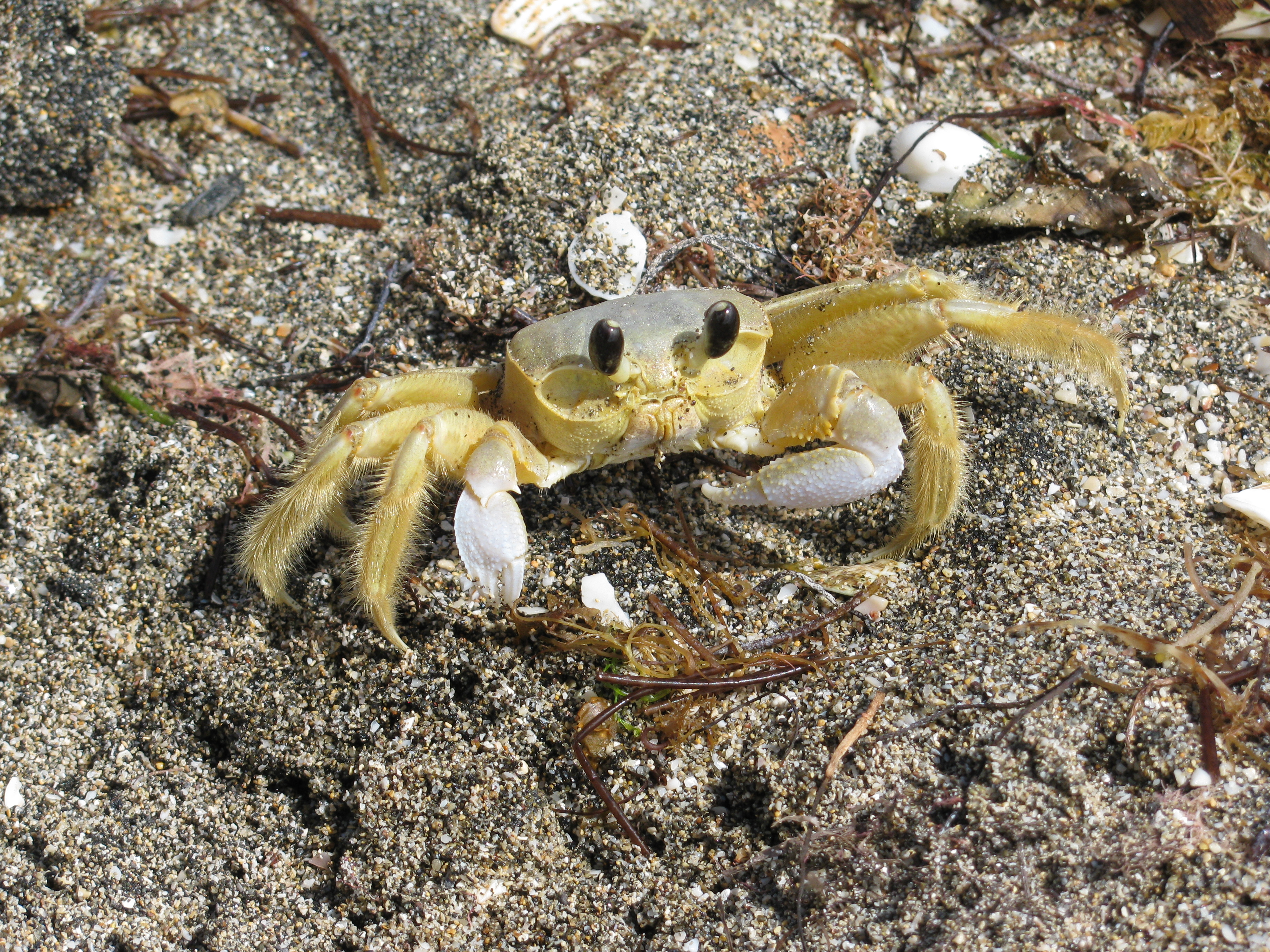
Ocypode quadrata op het strand van South Frigate Bay
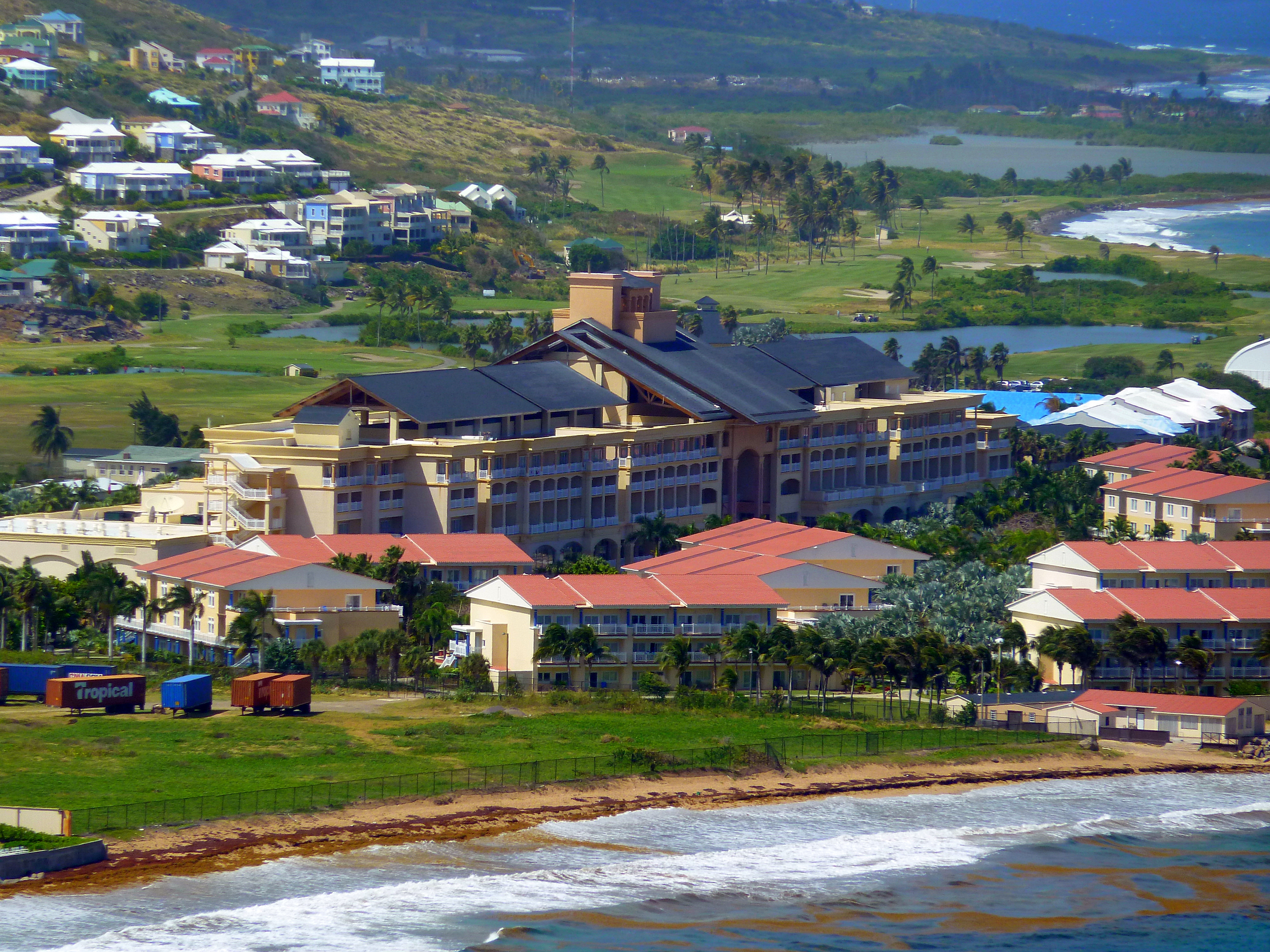
Hotel bij North Frigate Bay